# Strobilomyia abietis
Strobilomyia abietis är en tvåvingeart som först beskrevs av Huckett 1953.  Strobilomyia abietis ingår i släktet Strobilomyia och familjen blomsterflugor. Inga underarter finns listade i Catalogue of Life.